# India Post
India Post (укр. Пошта Індії) — національний оператор поштового зв'язку Індії зі штаб-квартирою в Нью-Делі. Є державним підприємством та підпорядковується уряду Індії. Член Всесвітнього поштового союзу.